# Romina Elías
Romina Elías (Córdoba, provincia de Córdoba, Argentina, 20 de marzo de 1992) es una exfutbolista argentina. Se desempeñó como arquera en diversos clubes y destacó en Talleres, con el que logró el ascenso a la Primera B en 2022.

## Trayectoria
Empezó a jugar al hockey en Universitario, donde entrenó desde los 7 hasta los 21 años. Luego pasó al fútbol, donde encontró su pasión. Fue arquera de General Paz Juniors, Belgrano y Atlas de México. En 2022, llegó a Talleres, donde defendió el arco de Las Matadoras durante un año, tiempo que le bastó para conseguir el ascenso a Primera B como parte del primer equipo histórico del club cordobés en los torneos nacionales. Talleres fue el segundo equipo con menos goles recibidos y Elías logró mantener el arco en cero en 11 oportunidades.